# Chimané
Chimané (Tsimané), indijanski narod porodice Mosetenan s jugozapada Bolivijskog departmana Beni, duž rijeke Maniqui i u gradovima San Miguel de Huachi i Santa Ana de Alto Beni.
Chimané su jezično srodni plemenu Mosetene, po kojem je porodice dobila ime. Populacija oba plemena iznosi blizu 6,000; prema podacima iz druge polovice 2010-tih godina oko 16 000.
Lovci, ribari,  ratari (manioka, banana) i sakupljači. prema izvještajima koje je objavio BBC, Chimane se smatraju najzdraviojim narodom na svijetu, zbog načina prehrane koja se sastoji od mesa divljači koju love, slatkovodne ribe, uzgojenoh kultura (riža, plantana banane i orašastih plodova koje sakupljaju po džungli.